# Nora Swinburne
Nora Swinburne, geboren als Leonora Mary Johnson (Bath, 24 juli 1902 - Londen, 1 mei 2000) was een Britse actrice.

## Levensloop en carrière
Swinburne werd geboren in Bath. Van 1916 tot en met 1975 speelde ze in het theater. In 1920 speelde ze haar eerste filmrol in Branded. Haar grootste rollen speelde ze in Quo Vadis (1951) en The River (1951).
Swinburne was driemaal getrouwd. Ze overleed op 97-jarige leeftijd in 2000.
- Biblioteca Nacional de España: XX1793004
- Bibliothèque nationale de France: cb140446214 (data)
- Gemeinsame Normdatei: 143167294
- International Standard Name Identifier: 0000 0000 5945 1974
- Library of Congress Control Number: no2003037822
- Nederlandse Thesaurus van Auteursnamen: 299017648
- Système universitaire de documentation: 10700089X
- Virtual International Authority File: 64207683
- WorldCat: E39PBJqBmmw4XrbR4FPJj4t7pP